# Rosalija Ilfatowna Galijewa
Rosalija Ilfatowna Galijewa (russisch Розалия Ильфатовна Галиева; * 28. April 1977 in Olmaliq, Usbekische SSR) ist eine ehemalige russische Turnerin, die 1992 mit der Mannschaft Olympiasiegerin war.

## Sportliche Karriere
Rosalija Galijewna begann ihre Karriere bei VS Taschkent. Bei den Weltmeisterschaften 1991 in Indianapolis gehörte sie zu der sowjetischen Riege die den Mannschaftstitel gewann. Swjatlana Bahinskaja, Tetjana Huzu, Tetjana Lyssenko, Oksana Chusovitina, Rosalija Galijewa und Natalija Kalinina siegten vor den Riegen aus den Vereinigten Staaten und aus Rumänien.
Bei den Olympischen Spielen 1992 in Barcelona trat keine sowjetische Mannschaft mehr an, sondern das Vereinte Team für die Gemeinschaft Unabhängiger Staaten. Bis auf Natalija Kalinina, für die Jelena Grudnewa in die Riege gerückt war, bildeten die gleichen Turnerinnen wie im Vorjahr die Riege für das Vereinte Team. In der Mannschaftswertung siegte die Riege vor den Rumäninnen und den Turnerinnen aus den Vereinigten Staaten. Für den Einzelwettkampf waren Bahinskaja, Lyssenko und Galijewa als die drei bestplatzierten Turnerinnen des Mannschaftskampfs qualifiziert. Die Mannschaftsleitung rechnete aber mit besseren Chancen für Tetjana Huzu und meldete Galijewa wegen einer Knieverletzung vom Wettkampf ab. Huzu gewann den Titel im Einzelmehrkampf.
In den nächsten Jahren trat Rosalija Galijewa für Usbekistan an. Sie wechselte dann zu VS Samara und nahm 1995 die russische Staatsbürgerschaft an. Bei den Europameisterschaften 1996 in Birmingham siegte im Mannschaftswettbewerb die rumänische Riege vor den Russinnen, für die Dina Kotschetkowa, Swetlana Chorkina, Rosalija Galijewa und Oksana Ljapina antraten. Am Schwebebalken gewann Galijewa den Titel vor der Rumänin Gina Gogean.
In Atlanta bei den Olympischen Spielen 1996 siegten im Mannschaftswettkampf die Turnerinnen aus den Vereinigten Staaten vor den Russinnen und den Rumäninnen. In der russischen Riege turnten Kotschetkowa, Galijewa, Chorkina, Ljapina sowie Jelena Groschewa, Jelena Dolgopolowa und Jewgenija Kusnezowa. Als zweitbeste Turnerin der russischen Riege durfte Galijewa diesmal auch zum Einzelmehrkampf antreten und belegte den siebten Platz. Sie erreichte zwei Gerätefinales und belegte den siebten Platz am Schwebebalken sowie den vierten Platz im Sprung.
Galijewa beendete ihre Karriere 1997. Später war sie als Punktrichterin bei internationalen Wettbewerben tätig.